# Ary Scheffer
Ary (Ariel) Scheffer (10. února 1795 Dordrechtu – 15. června 1858 Argenteuil) byl nizozemsko-francouzský malíř. Bývá řazen k romantismu.

## Život
Jeho otec Johann-Bernhard Scheffer (1764–1809) byl malířem. Po jeho smrti v roce 1811 se matka i s dětmi odstěhovala do Paříže. Ary nastoupil ke studiu do ateliéru malíře Pierre-Narcisse Guérina. Brzy Ary živil svými obrazy celou rodinu. Guérin vyžadoval klasické techniky, náměty i kompozice, ale poté, co se Scheffer osamostatnil, začal ho ovlivňovat romantismus. Vytvořil například sérii obrazů inspirovaných Goethovým Faustem. Získal si věhlas i jako portrétista, brzy maloval francouzskou královskou rodinu, markýza de La Fayette, Frederyka Chopina či Ferencze Liszta. Podílel se též na výzdobě Historického muzea ve Versailles.
V roce 1826 byl najat vévodou Orleánským, aby na jeho zámku v Neuilly vyučoval vévodovu dceru princeznu Marii. Ta se do Scheffera zamilovala. Roku 1830 se vévoda stal francouzským králem jakožto Ludvík Filip a přinutil dceru přerušit se Schefferem styky. Ta následně propadla depresím a brzy zemřela. Do depresí se dostal i Scheffer a dlouho maloval jen obrazy Marie.
V roce 1850 se Scheffer oženil s vdovou po generálovi Beaudrandovi Sophií. Ta si nepřála, aby dál maloval, a tak zavřel svůj ateliér na ulici Chaptal v Paříži (dnes je v něm muzeum romantismu). Nějaké obrazy poté ještě namaloval, vystaveny byly až po jeho smrti, ale nedostalo se jim uznání. Schefferova dcera je jako neprodejné darovala otcovu rodišti Dordrechtu. Jsou dodnes k vidění v městském muzeu.